# 216893 Navina
216893 Navina este o planetă minoră (asteroid) din centura de asteroizi. A fost descoperită pe 28 februarie 2009 la Wildberg de Rolf Apitzsch⁠(d). 
Obiectul prezintă o orbită caracterizată de o semiaxă mare de 2,680681642321 UAi, o excentricitate de 0,13825321840871, o înclinație de 13,005783074339 ° în raport cu ecliptica.